# Paul Giamatti
Paul Edward Valentine Giamatti (ur. 6 czerwca 1967 w New Haven) – amerykański aktor.

## Filmografia
- She'll Take Romance (1990) jako Krzykacz
- Samotnicy (Singles, 1992) jako Kissing Man
- Po północy (Past Midnight, 1992) jako Larry Canipe
- Jej wysokość Afrodyta (Mighty Aphrodite, 1995) jako Extras Guild Researcher
- Sabrina (1995) jako Scott
- Czas do namysłu (Breathing Room, 1996) jako George
- Arresting Gena (1997) jako Detective Wilson
- Donnie Brasco (1997) jako technik FBI
- Mój chłopak się żeni (My Best Friend’s Wedding, 1997) jako Richard (the Bellman)
- Przejrzeć Harry’ego (Deconstructing Harry, 1997) jako Profesor Abbott
- Kolejny ruch (A Further Gesture, 1997) jako urzędnik hotelowy
- Części intymne (Private Parts, 1997) jako Kenny „Pig Vomit” Rushton
- Negocjator (The Negotiator, 1998) jako Rudy
- Truman Show (The Truman Show, 1998) jako dyrektor kontroli
- Dr Dolittle (Doctor Dolittle, 1998) jako Blaine
- Sejfmeni (Safe Men, 1998) jako Veal Chop
- Szeregowiec Ryan (Saving Private Ryan, 1998) jako Sergeant Hill
- Winchell (1998) jako Herman Klurfeld
- Tourist Trap (1998) jako Jeremiah Piper
- Człowiek z księżyca (Man on the Moon, 1999) jako Bob Zmuda
- Cradle Will Rock (1999) jako Carlo
- Agent XXL (Big Momma’s House, 2000) jako John
- Tylko w duecie (Duets, 2000) jako Todd Woods
- Gdyby ściany mogły mówić 2 (If These Walls Could Talk 2, 2000) jako Ted Hedley
- Opowiadanie (Storytelling, 2001) jako Toby Oxman
- Planeta Małp (Planet of the Apes, 2001) jako Limbo
- Duży, gruby kłamczuch (Big Fat Liar, 2002) jako Marty Wolf
- Marzenia do spełnienia (Thunderpants, 2002) jako Johnson J. Johnson
- Przekręt doskonały (Confidence, 2003) jako Gordo
- American Splendor (2003) jako Harvey Pekar
- Akta z Pentagonu (The Pentagon Papers, 2003) jako Anthony Russo
- Zapłata (Paycheck, 2003) jako Shorty
- Bezdroża (Sideways, 2004) jako Miles Raymond
- The Fan and the Flower (2005) jako (głos)
- Człowiek ringu (Cinderella Man, 2005) jako Joe Gould
- Roboty (Robots, 2005) jako (głos)
- Po rozum do mrówek (The Ant Bully, 2006) jako Stan Beals (głos)
- Paper Man  (2006)
- Kobieta w błękitnej wodzie (Lady in the Water, 2006) jako Cleveland Heep
- The Hawk Is Dying (2006) jako George Gattling
- Iluzjonista (The Illusionist, 2006) jako inspektor Uhl
- Shoot 'Em Up  (2007) jako pan Hertz
- Niania w Nowym Jorku (The Nanny Diaries, 2007) jako pan X
- Fred Claus, brat świętego Mikołaja (Fred Claus, 2007) jako Święty Mikołaj
- The Haunted World of El Superbeasto (2009) jako dr Satan/Steve Wachowski (głos)
- Barney's Version (2010) jako Barney Panofsky
- Idy marcowe (The Ides of March, 2011) jako Tom Duffy
- Żelazny rycerz (Ironclad, 2011) jako król Jan bez Ziemi
- Pani Bovary  (Madame Bovary, 2014) jako aptekarz Homais
- Niesamowity Spider-Man 2 (The Amazing Spider-Man 2, 2014) jako Alexei Sytsevich/Rhino
- San Andreas (2015) jako Lawrence
- Straight Outta Compton (2015) jako Jerry Heller
- Przesilenie zimowe (The Holdovers, 2023) jako Paul Hunham

## Nagrody
- Złoty Glob
  - Najlepszy aktor w filmie komediowym lub musicalu: 2010 Barney's Version
  - Najlepszy aktor w filmie telewizyjnym lub miniserialu: 2009 John Adams
- Nagroda Emmy Najlepszy aktor w filmie telewizyjnym lub miniserialu: 2009 John Adams
- Nagroda Gildii Aktorów Ekranowych
  - Najlepszy aktor w filmie telewizyjnym lub miniserialu: 2009 John Adams
  - Najlepszy aktor drugoplanowy: 2005 Człowiek ringu
  - Najlepsza obsada filmowa: 2004 Bezdroża